# Публий Корнелий Сципион Назика Серапион (консул 111 пр.н.е.)
Вижте пояснителната страница за други личности с името Публий Корнелий Сципион.
Публий Корнелий Сципион Назика Серапион (на латински: Publius Cornelius Scipio Nasica Serapio; * 140 пр.н.е.; † 111 пр.н.е.) e политик на Римската република през 2 век пр.н.е.
Произлиза от клон Сципион на фамилията Корнелии. Той е син на Публий Корнелий Сципион Назика Серапион (консул 138 пр.н.е.) и Цецилия Метела, дъщеря на Квинт Цецилий Метел Македоник. Става баща на Публий Корнелий Сципион Назика (претор 93 пр.н.е. в Испания), който има син Квинт Цецилий Метел Пий Сципион (консул 52 пр.н.е.).
През 114 пр.н.е. Сципион Назика става претор. През 111 пр.н.е. e избран за консул заедно с Луций Калпурний Бестия. Той умира по време на консулата си.
Цицерон го описва като много приятен човек.